# اشرفی

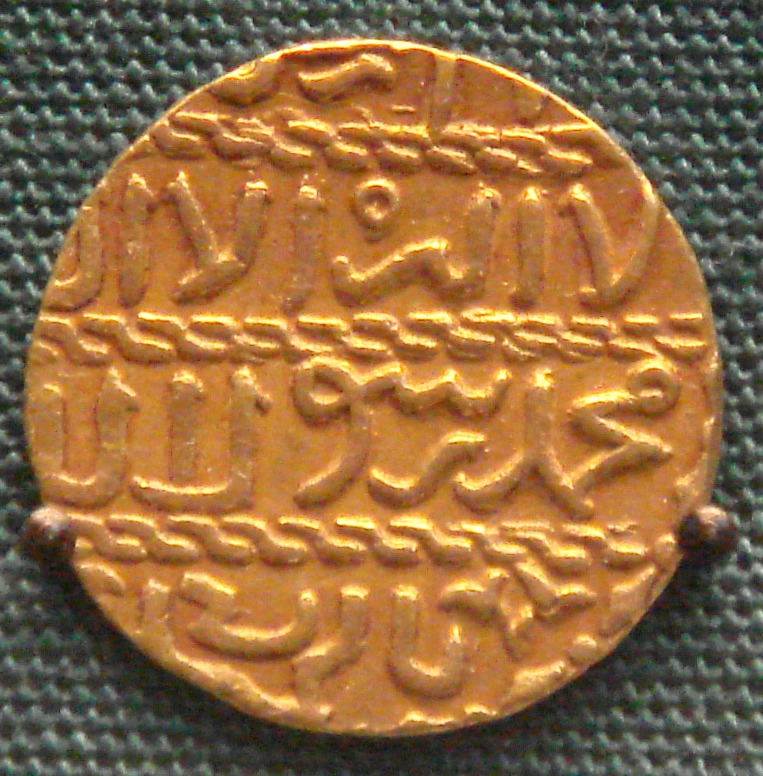
سکه اشرفی طلا از اشرف سیف‌الدین برسبای (۱۴۲۲–۱۴۳۸)، سلطان مملوک مصر در موزه بریتانیا.

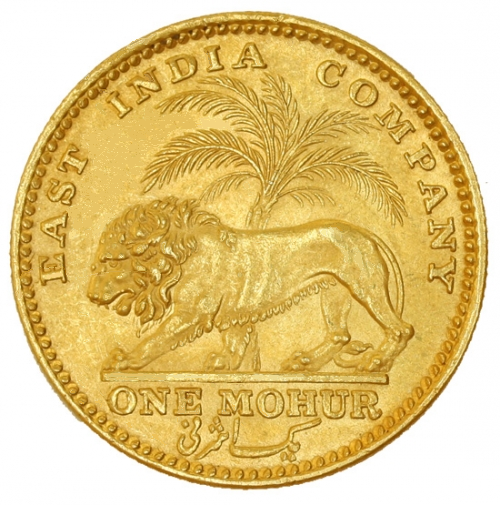
سکهٔ طلای ضرب‌شده توسط کمپانی هند شرقی بریتانیا به تاریخ ۱۸۴۱ میلادی؛ سکه مزین به نقش شیر به همراه درخت نخل است و عبارت «یک اشرفی» به زبان فارسی در زیر پای شیر به چشم می‌خورد.

اَشرَفی نوعی سکه طلا متعلق به سده ۱۵ میلادی است که نخستین‌بار در سال ۱۴۰۷ در مملوک مصر ضرب شد. نام اشرفی احتمالاً از نام سلطان مملوک مصر، اشرف برسبای گرفته شده‌است. وزن سکه اشرفی برابر با ۳٫۴۵ گرم و در اندازه و شکل مشابه با سکهٔ طلای دوکات ایتالیایی بود. سکه دوکات به سبب وزن و شکل ثابتشان محبوب بودند و اشرفی به مثابه مشابه آن در جهان اسلام درآمد.
اشرفی مصری با سکه طلای رایج یا همان دینار تفاوت دارد و به همراه دوکات در شرق اسلامی رایج شد. سکهٔ جدید بزودی در بخش‌های ترکمن‌نشین آناتولی شرقی به همراه شمال سوریه و بخش‌های شمالی خاورمیانه رواج پیدا کرد.

## در ایران
نخستین اشرفی‌ها در زمان جهانشاه قراقویونلو (۱۴۳۸–۶۷ میلادی) با وزن ۳٫۹ گرم و در زمان آق قویونلوها به وزن ۳٫۴ گرم بکار گرفته شدند. در زمان شاه اسماعیل صفوی این سکه به وزن ۳٫۵۲ گرم ضرب شد. نادرشاه افشار سکه جدیدی را با نام مهر اشرفی بکار برد که دقیقاً مطابق با استاندارد سکه مغولی مهر در هندوستان بکار می‌رفت. در سال ۱۷۶۸ مهر اشرفی به وزن ۱۱٫۰۱۶ و برابر با ده هزار دینار نقره بود.
در اواخر دوران فتحعلی‌شاه قاجار (۱۸۳۰–۳۴ میلادی) استاندارد قدیمی سکهٔ اشرفی بار دیگر بکار رفت و هر اشرفی برابر با ده هزار دینار ضرب شد که از اینرو به نام تومان معروف گردید؛ و به همین جهت، استمرار بی‌ارزش شدن دینار سبب بکار رفتن واحد جدید تومان شد. نام اشرفی از سال ۱۸۳۴ میلادی تا سده بیستم کماکان برای سکه‌های طلا به ارزش یک تومان بکار می‌رفت. تا اینکه در سالهای ۱۹۲۶–۲۷ میلادی، سکهٔ طلای پهلوی با وزنی یک سوم کمتر جایگزین آن شد. بزودی وزن سکهٔ پهلوی به ۸٫۱۳۴ گرم تغییر یافت و نهایتاً سکه اشرفی منسوخ شد.